# Morti nel 14
| Questa pagina contiene informazioni ricavate automaticamente dalle voci biografiche con l'ausilio del template Bio e di un bot. L'aggiornamento è periodico e automatico e ricostruisce completamente la pagina. Se manca una persona in questa lista, sei pregato di non aggiungerla, ma accertati piuttosto che la sua voce biografica contenga il template Bio e che i dati anagrafici siano correttamente compilati. Se il template Bio manca, inseriscilo tu stesso o, in alternativa, metti l'avviso {{tmp\|Bio}} che ne segnala la mancanza. Se i dati riportati sono sbagliati, correggi direttamente la voce biografica; le modifiche saranno visibili in questa lista entro pochi giorni. Per chiarimenti vedi il progetto biografie. La lista contiene solo le 5 persone che sono citate nell'enciclopedia e per le quali è stato implementato correttamente il template Bio. Pagina aggiornata al 27 gen 2025. |

- 19 agosto - Augusto, imperatore romano (n. 63 a.C.)
- 20 agosto - Marco Vipsanio Agrippa Postumo, politico romano (n. 12 a.C.)
- Paolo Fabio Massimo, giurista, scrittore e politico romano
- Giulia maggiore, nobildonna romana (n. 39 a.C.)
- Lucio Emilio Paolo, politico romano